# Wołodymyr Poszechoncew
Wołodymyr Wołodymyrowycz Poszechoncew, ukr. Володимир Володимирович Пошехонцев, ros. Владимир Владимирович Пошехонцев, Władimir Władimirowicz Posziechoncew, azer. Vladimir Poşexontsev (ur. 28 listopada 1969 w Odessie, Ukraińska SRR) – ukraiński piłkarz, grający na pozycji obrońcy, trener piłkarski. Posiada też obywatelstwo azerskie.

## Kariera piłkarska

### Kariera klubowa
Wychowanek Szkoły Sportowej w Odessie. W 1988 rozpoczął karierę piłkarską w FK Yangiyer. Potem służył w wojsku. Po zwolnieniu z wojska, od 1991 do 1998 zmienił 9 klubów – Spartak Orzeł, Szerstianik Niewinnomyssk, Krystał Czortków, SK Odessa, Chimik Żytomierz, Naftochimik Krzemieńczuk, Awanhard-Industrija Roweńki i Dnister Owidiopol. W końcu 1998 wyjechał do Azerbejdżanu, gdzie został piłkarzem Neftçi PFK. Otrzymał propozycję gry w reprezentacji Azerbejdżanu i otrzymał obywatelstwo azerskie. Jednak latem 2000 powrócił do Ukrainy, gdzie podpisał kontrakt z SK Mikołajów. Latem 2001 wyjechał do Mołdawii, gdzie bronił barw klubu Happy End Camenca. W 2002 powrócił do ojczyzny i potem występował w drużynach amatorskich – Łasunia Odessa, Łokomotyw Odessa, Reał Odessa, FK Bilajiwka, Tawrija-B Radiałka Odessa. 23 lipca 2011 w wieku 42 lat ponownie zagrał na poziomie zawodowym w drugoligowym Reał Farma Jużne, który potem zmienił lokalizację na Owidiopol. W końcu 2013 zakończył karierę piłkarza.

### Kariera reprezentacyjna
W 1999 bronił barw narodowej reprezentacji Azerbejdżanu.

## Kariera trenerska
Po zakończeniu kariery piłkarza rozpoczął pracę szkoleniowca. Najpierw w latach 2011-2013 z przerwą łączył funkcje trenera i piłkarza w drugoligowym Reał Farma Jużne/Owidiopol. W sezonie 2012/13 pracował w sztabie szkoleniowym Krywbasu Krzywy Róg. W lutym 2014 został zaproszony do Szkoły Sportowej Czornomoreć Odessa.

## Sukcesy i odznaczenia

### Sukcesy piłkarskie
Reprezentacja Uzbekistanu
- zdobywca Pucharu Azerbejdżanu: 1998/99